# Must carry
Must carry se referă la lista programelor care trebuie să facă parte, obligatoriu, din grila companiilor de televiziune prin cablu.

## În România
Lista „must carry” se aplică doar operatorilor de cablu, nu și platformelor de satelit (DTH).
Potrivit articolului 82, alineatul 1 din Legea audiovizualului, "Orice distribuitor care retransmite servicii de programe prin rețele de comunicații electronice, cu excepția celor care utilizează exclusiv spectrul radio, are obligația să includă în oferta sa serviciile de programe ale Societății Române de Televiziune destinate publicului din România, precum și alte servicii de programe, libere la retransmisie și fără condiționări tehnice sau financiare, ale operatorilor de radio privați, aflați sub jurisdicția României, în limita a 25% din numărul total de servicii de programe distribuite prin rețeaua respectivă, precum și serviciile de televiziune a căror obligativitate de retransmitere este stabilită prin acorduri internaționale la care România este parte.
Criteriul de departajare pentru operatorii privați de radio este ordinea descrescătoare a indicelui anual de audiență".